# Neoptychocarpus
Neoptychocarpus är ett släkte av videväxter. Neoptychocarpus ingår i familjen videväxter.
Kladogram enligt Catalogue of Life:
| Neoptychocarpus | \| \| Neoptychocarpus apodanthus \| \| \| \| \| \| Neoptychocarpus chocoensis \| \| \| \| \| \| Neoptychocarpus killipii \| \| \| \| |
|                 | \| \| Neoptychocarpus apodanthus \| \| \| \| \| \| Neoptychocarpus chocoensis \| \| \| \| \| \| Neoptychocarpus killipii \| \| \| \| |
|                 | Neoptychocarpus apodanthus |
|                 | |
|                 | Neoptychocarpus chocoensis |
|                 | |
|                 | Neoptychocarpus killipii |
|                 | |